# Red Windsor
El Red Windsor es un queso cheddar inglés crema pálido, elaborado con leche de vaca pasteurizada mezclada con vino, a menudo un burdeos o una mezcla de oporto y brandy.
- Datos: Q3422800